# Tomasz Piotrkowicz
Tomasz Piotrkowicz (ur. 1957) – jeden z prekursorów karate w Polsce, popularyzator kultury japońskiej i ekspert japońskich sztuk walki.
Rozpoczął treningi w 1970 r. Podczas studiów na Uniwersytecie Warszawskim i Akademii Rolniczej w Warszawie założył studenckie kluby karate na tych uczelniach. Ukończył pierwsze w Polsce kursy instruktora sportu karate, instruktora I klasy i kurs sędziowski PZKarate. Dodatkowo zdobył uprawnienia instruktora boksu i sportu chanbara. Był sędzią na I, II i III Mistrzostwach Polski PZKarate. W latach 1983–86 pełnił funkcję prezesa Studenckiej Federacji Karate. Wprowadził w Polsce styl karate Gōsoku-ryū, szermierkę samurajską battōdō, sport walki chanbara, mieszaną sztukę walki MMA kubojitsu. Tytuł shihan (odpowiednik naukowego tytułu profesora) w karate otrzymał jako pierwszy Polak z rąk japońskich mistrzów należących do Międzynarodowego Stowarzyszenia Karate (IKA) w 1994 r. W 2012 r. został uhonorowany poprzez nadanie tytułu shihan również przez dwie japońskie federacje: szermierki samurajskiej oraz międzynarodowej federacji samoobrony. W 2014 r. od Światowej Federacji Budo otrzymał tytuł hanshi – najwyższy tytuł trenerski w japońskich sztukach walki - budo. W 1995 r. wybrany został prezesem Polskiego Stowarzyszenia Karate, w 2009 roku prezesem Europejskiego Stowarzyszenia Budō i wiceprezesem European Sports Chanbara Federation. Zorganizował wiele międzynarodowych zawodów m.in.: VII Puchar Świata Karate im. T. Kuboty (1997), European Kubota Cup (2007), I-III Międzynarodowe Battōdō Tai Kai (2005, 2006, 2009), Spochan Baltic Cup (2007), mecz towarzyski karate USA-Polska (1993), mecz towarzyski karate Ukraina-Polska (2005), Otwarte Mistrzostwa Polski Karate Gosoku-ryu (od 1993 r.). Na jego zaproszenie przyjechało do Polski wielu mistrzów budō m.in.: Giorgio Bortolin, Fumio Demura, Dario Gamba, Mitsuo Hataya, Kenichi Hosokawa, Takayuki Kubota, Rod Kuratomi, Val Mijailovic, Hideo Ochi, Tom Serrano, Tetsundo Tanabe, Yoji Yamanaka. Posiadacz bardzo wysokich stopni mistrzowskich nadanych mu przez japońskich mistrzów m.in.: 8. dan karate (2014), 6. dan tameshigiri (2008), 5. dan battōdō (2005). Ekspert samoobrony i walki japońską okinawańską bronią.
Sztuki walki ćwiczą również jego żona Teresa i dwaj synowie: Michał i Jakub.

## Książki
Tomasz Piotrkowicz jest autorem następujących książek na temat sztuk walki:
- Tomasz Piotrkowicz: Karate - sztuka samoobrony. Część I. Kata. 1991. ISBN 83-900409-0-5. Brak numerów stron w książce
- Tomasz Piotrkowicz: Podręcznik karate. wyd. I 1994. ISBN 83-900409-1-3. Brak numerów stron w książce
- Tomasz Piotrkowicz: Kumite nie tylko dla czarnych pasów. 1997. ISBN 83-900409-5-6. Brak numerów stron w książce
- Tomasz Piotrkowicz: Podręcznik karate. wyd. II zmienione 1998. ISBN 83-900409-6-4. Brak numerów stron w książce
- Tomasz Piotrkowicz: Podręcznik szermierki samurajskiej battodo. wyd. I 2005. ISBN 83-900409-4-8. Brak numerów stron w książce
- Tomasz Piotrkowicz: Podręcznik szermierki samurajskiej battodo. wyd. II zmienione 2009. ISBN 978-83-900409-8-1. Brak numerów stron w książce
- Tomasz Piotrkowicz: Kenjutsu podręcznik walki mieczem katana (książka z DVD). 2010. ISBN 978-83-900409-4-3. Brak numerów stron w książce

Jest też wydawcą i redaktorem polskiej edycji książki Jose M. Fraguasa pt. Legendarni mistrzowie karate (tytuł oryginału Karate masters vol. I, II, III).